# Bazemont
Bazemont ist eine französische Gemeinde mit 1.712 Einwohnern (Stand: 1. Januar 2022) im Département Yvelines in der Region Île-de-France. Sie gehört zum Arrondissement Saint-Germain-en-Laye und zum Kanton Aubergenville. Die Einwohner werden Bazemontais genannt.

## Geographie
Bazemont befindet sich etwa 33 Kilometer westlich von Paris nahe der Mauldre. Umgeben wird Bazemont von den Nachbargemeinden Maule im Norden, Mareil-sur-Mauldre im Osten und Nordosten, Beynes im Süden, Marcq im Südwesten sowie Andelu im Westen.

## Bevölkerungsentwicklung
| Jahr                      | 1962 | 1968 | 1975 | 1982 | 1990 | 1999 | 2006 | 2013 | 2021 |
| Einwohner                 | 443  | 590  | 945  | 1185 | 1468 | 1526 | 1536 | 1519 | 1695 |
| Quelle: Cassini und INSEE |      |      |      |      |      |      |      |      |      |

## Sehenswürdigkeiten
Siehe auch: Liste der Monuments historiques in Bazemont
- Kirche Saint-Illiers
- Schloss aus dem 16. Jahrhundert, heutiges Rathaus
- Waschhaus mit dem Haus La Comédie, Veranstaltungsgebäude von 1804
- Gutshof im Schloss

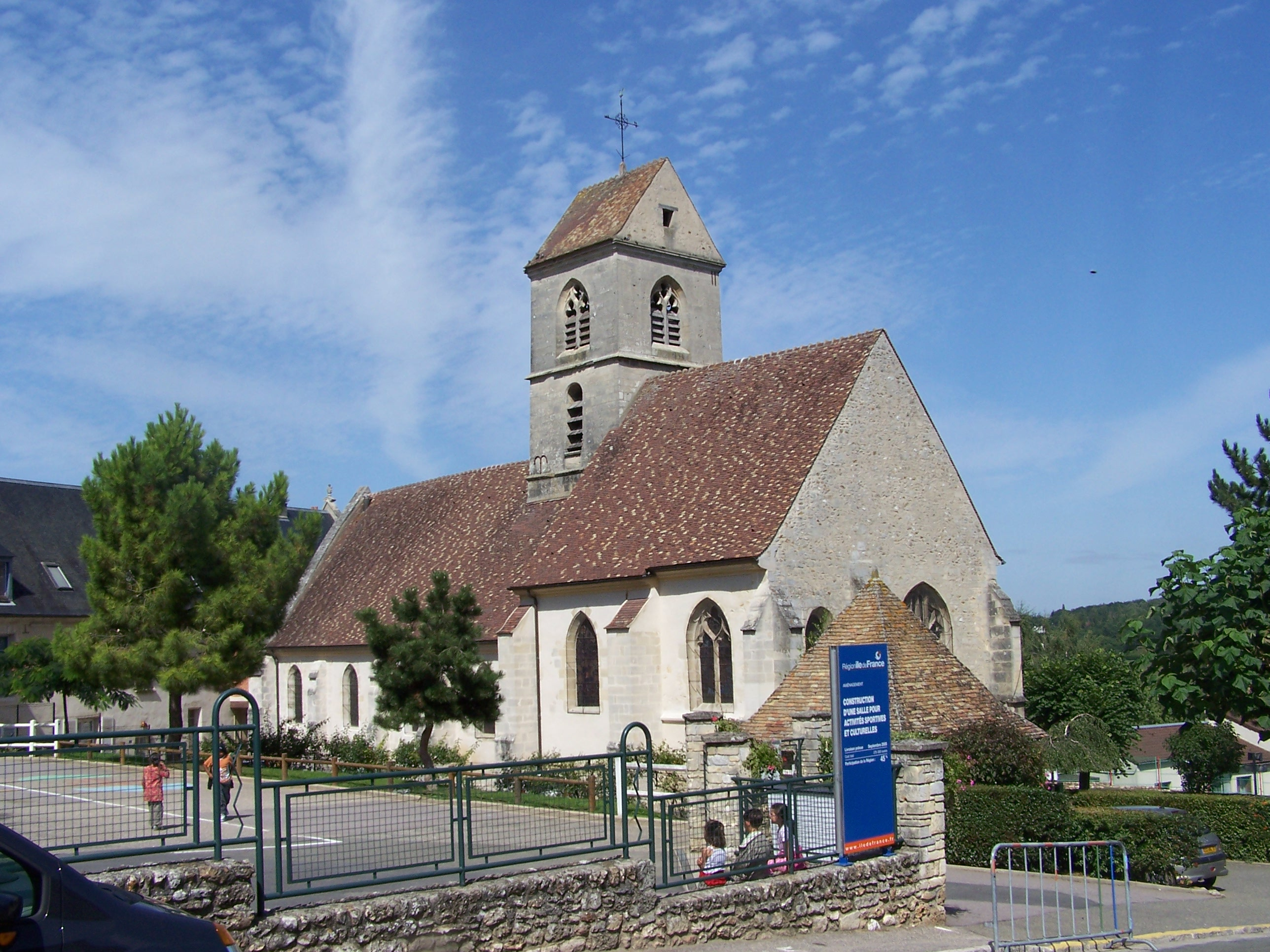
Kirche Saint-Illiers
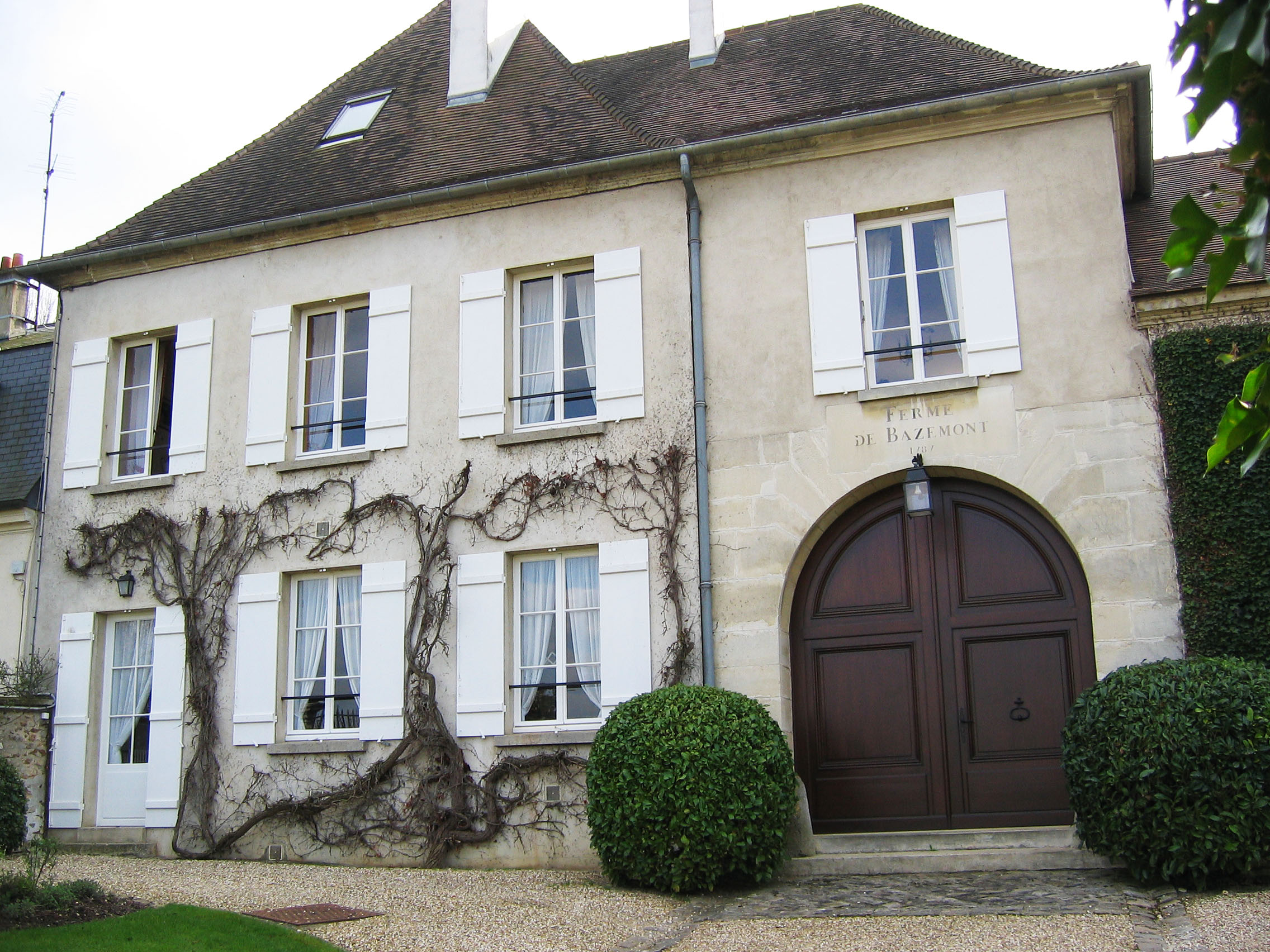
Gutshof im Schloss
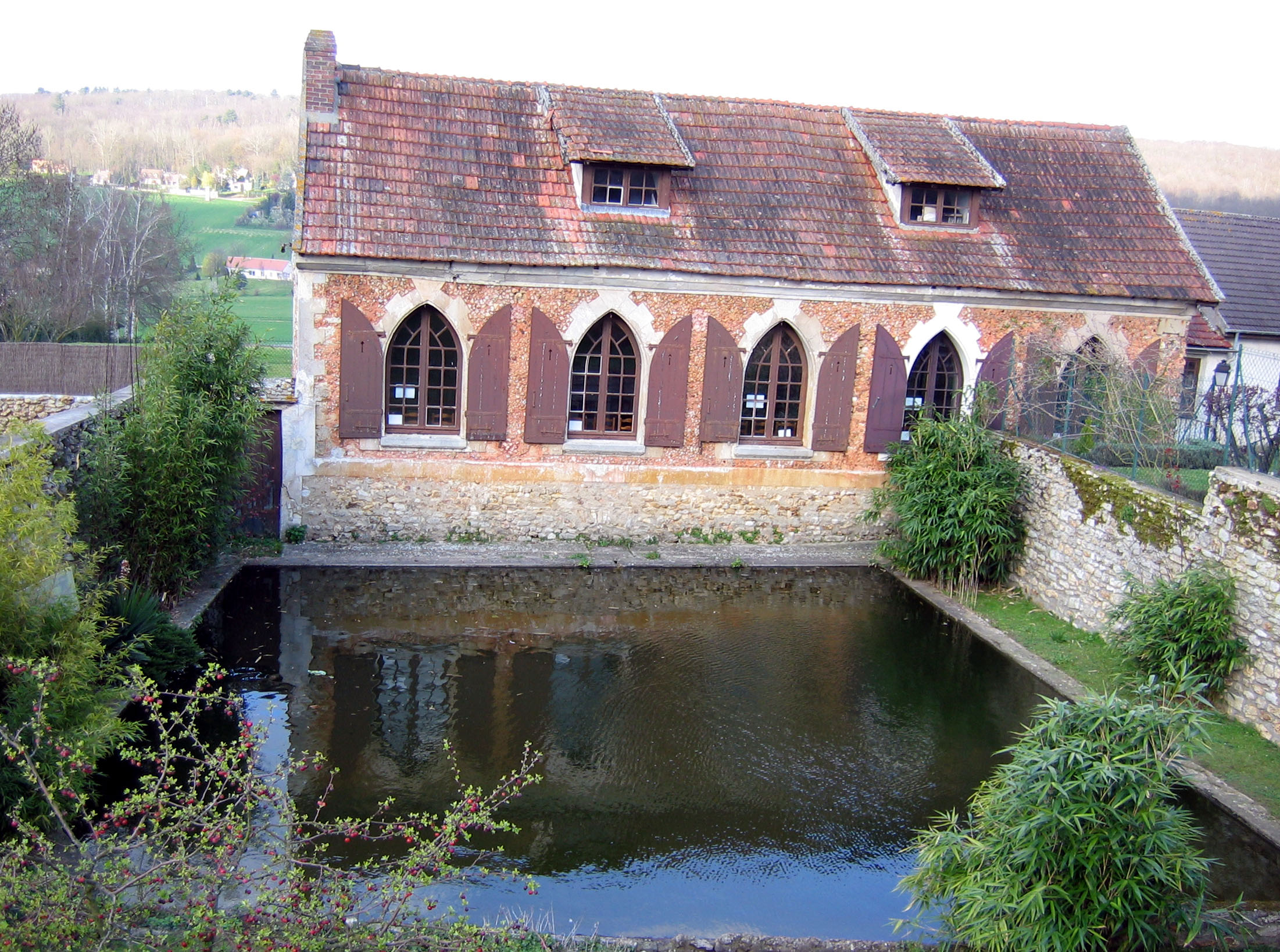
Haus La Comédie mit dem Waschhaus davor